# Pauastvere
Pauastvere es una localidad del municipio de municipio de Põltsamaa en el condado de Jõgeva, Estonia, con una población censada a final del año 2011 de 137 habitantes. 
Se encuentra ubicada al oeste del condado, a poca distancia al norte del lago Võrtsjärv y de los condados de Viljandi y Tartu y al sur del condado de Järva.